# Астрагал рогоплодный
Астрага́л рогопло́дный (лат. Astragálus cornútus) — полукустарник; вид рода Астрагал (Astragalus) семейства Бобовые (Fabaceae).

## Описание
Хамефит. Полукустарниковое растение высотой до 1 м. Стволы покрыты буровато-коричневой потрескавшейся корой; летние побеги 15-50 см длиной с серебристо-белой тонкой корой. Сложные листья имеют по 5-7 пар широко-линейных или линейно-продолговатых, опушенных листьев. Цветки собраны в кочанные кисти. Венчик красновато-фиолетовый. Цветёт в июне-августе. Бобы линейно-продолговатые (13-20 мм), прямые, сидячие, направлены вверх, шершавые, бело-ворсистые с примесью черных ворсинок, с цилиндрическим носиком. Плодоносит в июле-сентябре. Размножается семенами.

## Ареал
Астрагал рогоплодный — реликт вюрмской холодной степи. В наше время имеет дизъюнктивный ареал от горных районов бассейна Колымы до степей бассейна Дона.
Ареал вида на Украине: восточная часть украинской степи и лесостепи. Встречается в бассейне реки Северский Донец и её притоков в Луганской и Харьковской областях. Растёт на меловых и известняковых отслоениях, обрывах, реже песках, заходит на солонцы. Ксерофит. Кальцефил.
Большинство популяции в Луганской области характеризуется практическим отсутствием ювенильных особей, плотность других разновозрастных особей составляет в среднем 0,6±0,2 м². Популяция в селе Бараниковка Беловодского района Луганской области имеет плотность 1,2 особи на 1 м², беловодская популяция — 3,7 особи на 1 м².

## Охрана
Вид имеет научное значение как редкий эндемичный вид Донского водосборного бассейна. Вид занесён в Красную книгу Украины. Уменьшение численности популяции связано с природно-исторической редкостью вида, лесоразведениям на меловых склонах, добычей мела, выпасом скота.
Охраняется в отделении «Стрельцовская степь» Луганского природного заповедника. Запрещён сбор растений, нарушение условий местообитания, облесение склонов, чрезмерный выпас скота. Требует выявления новых популяций, организации контроля и охраны уже известных. Вид выращивают в специально созданных условиях Донецкого ботанического сада НАН Украины.
Имеет хозяйственное и коммерческое значение как декоративное растение для противоэрозионных мероприятий, кормовое растение, медонос.